# Darrell Guder
Darrell Likens Guder (* 12. November 1939 in Ventura, Kalifornien, Vereinigte Staaten) ist US-amerikanischer presbyterianischer Theologe und Pastor und Professor für Theologie und Missionswissenschaften an mehreren Hochschulen in den USA, zuletzt in Princeton. Er gilt als einer der Begründer und Vordenker der missionalen Theologie.

## Leben
Guder ist ein Sohn des aus der Schweiz stammenden amerikanischen Buchhalters Russell Otto Guder und der Schriftstellerin Eileen Likens Guder. Mit sieben Jahren verspürte er erstmals das Anliegen, Missionar zu werden. 1956 bis 1959 studierte er an der Universität von Kalifornien in Los Angeles. Danach war er an der Universität Hamburg, wo er seinen Ph.D. erhielt. 1964 bis 1967 arbeitete er als Studentenpfarrer in Hamburg. 1965 wurde zum presbyterianischen Pastor ordiniert. 1967 bis 1971 war er als Katechet an der presbyterianischen Kirche in Hollywood tätig. 1971 bis 1975 war er Gasthörer und Diakon in Theologie und Pädagogik auf der Karlshöhe, der damaligen evangelischen Schule für Diakonie und Religionspädagogik im deutschen Ludwigsburg. 1976 bis 1985 arbeitete er zuerst als Assistent und dann als Direktor am Fuller Seminar in Colorado Springs. 1985 bis 1991 war er Vizepräsident für akademische Angelegenheiten und Dekan am Whitworth College in Spokane, Washington. 1991 bis 1997 hatte er am Louisville Presbyterian Theological Seminary in Louisville, Kentucky, die William A. Benfield-Professur für Evangelisation und Weltmission inne. Am Columbia Theological Seminary in Decatur, Georgia, war er Peachtree-Professor für Evangelisation und Gemeindewachstum 1997 bis 2001. 2002 wurde er ans Princeton Theological Seminary, in Princeton, New Jersey, berufen, wo er die Henry Winters Luce-Professur für missionale und ökumenische Theologie übernahm. In Princeton blieb er bis im Jahr 2015 tätig.
Guder engagierte sich in der Weltallianz der Reformierten Kirchen mit Sitz in Genf, Schweiz, wo er 1964 bis 2004 als Koordinator für Sprache und Dokumentenservice zuständig war. In der Presbyterian Church (U.S.A.) war er ab 1991 im Komitee für die Theologische Ausbildung und im Koordinationsteam für Evangelium und Kultur. Im Jamestown College hatte er Einsatz im Vorstand 1978 bis 1982. Als Theologe und Missiologe ist er Mitglied bei der International Association for Mission Studies, American Society of Missiology, Association of Professors of Mission, Academy for Evangelism in Theological Education und Association of Presbyterians in Cross-cultural Mission.
Guder war auch als Gastlehrer und Referent tätig, so beispielsweise 1987 am Western Theological Seminary, in Holland, Michigan, 1994 am Carey Baptist College in Auckland, Neuseeland, und an der Universität Melbourne, in Australien; und 1998 am Fuller Theological Seminary im kalifornischen Pasadena.

## Ehrungen
Vom Jamestown College erhielt Guder 1988 einen Ehrendoktortitel.

## Lehre
Guder wurde in seinem Denken und Glauben, für seine Forschungen und seine Publikationen von den Theologen Lesslie Newbigin, Karl Barth, Peter Stuhlmacher und David Jacobus Bosch geprägt. Er hat sich intensiv mit dem Evangelium und seinem Einfluss auf die Kulturen auseinandergesetzt. Für den Westen, und insbesondere für Nordamerika, hat er einen grundlegenden gesellschaftlichen und kulturellen Wandel festgestellt, der in der zweiten Hälfte des zwanzigsten Jahrhunderts in ein nachchristliches Zeitalter geführt habe. Unter diesen neuen Voraussetzungen und Rahmenbedingungen müsse auch die Rolle der christlichen Kirche geprüft und das Selbstverständnis ihrer Mitglieder geändert werden. 
Guder hat im englischen Sprachraum den Begriff «missional» eingeführt und geprägt, um auf Gottes grundlegenden Auftrag der Kirche, die sogenannte Missio Dei, aufmerksam zu machen. Denn Missiologie und Ekklesiologie sollten heute unbedingt zusammen gesehen und nicht mehr voneinander getrennt behandelt werden. Die Kirche sei von Gottes Geist geschaffen worden und werde auch von ihm zusammengehalten. Das Evangelium von Jesus Christus soll von den Kirchenmitgliedern verkörpert, gelebt und bezeugt werden.

## Privates
Er heiratete 1963 Linda Evans Wrede, mit der er zwei Kinder hat; die Ehe endete 1978. 1979 heiratete er Judith Johnson.

## Publikationen

### Als Übersetzer von Deutsch ins Englische
- Otto Weber: Foundations of Dogmatics, William B. Eerdmans, Grand Rapids 1981–1983 (Deutsch: Grundlagen der Dogmatik, 2 Bände)
- Eberhard Jüngel: God As the Mystery of the World: On the Foundation of the Theology of the Crucified One in the Dispute between Theism and Atheism, William B. Eerdmans, Grand Rapids 1983 und Wipf & Stock Publishers, 2009 (Deutsch: Gott als Geheimnis der Welt. Zur Begründung der Theologie des Gekreuzigten im Streit zwischen Theismus und Atheismus, 1977, ISBN 3-16-147620-4)
- Mit Judith Guder: Karl Barth, The Theology of the Reformed Confessions, Westminster und John Knox Press, Louisville 2002.

### Als Autor
- Called to Witness: Doing Missional Theology, William B. Eerdmans, Grand Rapids 2015
- The Great Passion: An Introduction to Karl Barth's Theology, William B. Eerdmans, Grand Rapids 2010
- Exhibition of the Kingdom of Heaven to the World, Witherspoon Press, 2007
- The Incarnation and the Church's Witness, Trinity Press International, Valley Forge 2000 und Wipf & Stock Publishers, 2005
- The Continuing Conversion of the Church: Evangelization as the Heart of Ministry, William B. Eerdmans, Grand Rapids 2000
- Be My Witnesses: The Church’s Mission, Message, and Messengers, William B. Eerdmans, Grand Rapids 1985

### Als Herausgeber
- Missional Church: A Vision for the Sending of the Church in North America, William B. Eerdmans, Grand Rapids 1998.
- Mit Robert Benedetto und Donald K. McKim: Historical Dictionary of Reformed Churches, Scarecrow Press, Lanham 1999.